# Bộ Nhị (二)
Bộ Nhị (二) có nghĩa là " hai " là một trong 23 bộ thủ được cấu tạo từ 2 nét trong số 214 Bộ thủ Khang Hy
Trong Từ điển Khang Hy, có 29 ký tự (trong số 49.030) được tìm thấy dưới bộ thủ này.

## Chữ dùng bộ Nhị (二)

Chữ Đại triện
Chữ tiểu triện.

| Số nét | Chữ                                             |
| ------ | ----------------------------------------------- |
| 1 nét  | 二 nhị                                          |
| 2 nét  | 亍 xúc 于 vu, hu, ư 亏 khuy 亐 vu (Kanji)       |
| 3 nét  | 云 vân 互 hỗ 亓 kỳ, cơ, kì 五 ngũ 井 tỉnh 亖 tứ |
| 4 nét  | 亗 tuế                                          |
| 5 nét  | 亘 tuyên, hoàn 亙 cắng 亚 á (Giản thể)          |
| 6 nét  | 些 ta, tá 亜 á (Kanji)                          |
| 7 nét  | 亝 tề, trai (Hanja) 亞 á 亟 cức, khí            |